# Орлан-30
«Орлан-30» — российский комплекс разведывательных беспилотных летательных аппаратов, разработанный российским предприятием «Специальный технологический центр». Предназначен для разведки, наблюдения и наведения и корректировки авиации и артиллерии (в том числе и снарядов «Краснополь») на цель, а также может выполнять роль самолёта-ретранслятора. По сути «Орлан-30» является модификацией «Орлан-10». Применяется в боевых действиях и эксплуатируется вооружёнными силами России.
Особенностью «Орлан-30» является плотная интеграция с САУ «Мста-СМ» (так же как и у «Орлан-10»), что позволяет сразу же уничтожать цели, как отдельных солдат, так и работающие РЛС, непосредственно после обнаружения.

## Общие сведения

### Отличия от «Орлан-10»
| Название                    | Орлан-10                            | Орлан-30                            |
| --------------------------- | ----------------------------------- | ----------------------------------- |
| внешний вид                 |                                     |                                     |
| разработчик                 | «Специальный технологический центр» | «Специальный технологический центр» |
| размах крыла, м             | н/д                                 | 3,10                                |
| длина, м                    | н/д                                 | 1,80                                |
| тип двигателя               | 1 ДВС                               | 1 ДВС                               |
| Максимальная скорость, км/ч | 170                                 | н/д                                 |
| Крейсерская скорость, км/ч  | 150                                 | 100-150                             |
| Практическая дальность, км  | 300                                 | 600                                 |
| Продолжительность полета, ч | 5                                   | 10-18                               |
| Практический потолок, м     | 4500                                | 6000                                |
| Радиус действия, км         | 120                                 | 50-120                              |

«Орлан-30» является усовершенствованной версией беспилотника «Орлан-10», поступившей на вооружение в 2010-м году. «Орлан-30» может нести аппаратуру массой в 6-8 кг при нормальной загрузке (Орлан-10 ограничивается 5-ю кг.), и 12 кг — при максимальной, что значительно расширяет его функциональные возможности. Это в полтора раза больше, чем у «Орлана-10». С этой нагрузкой беспилотник может выполнять полеты на высотах до 4500 метров и находиться в воздухе до 6-8 часов. Радиус действия по каналу связи — порядка 120 километров, как и у «Орлана-10».

### Особенности
Особенности:
- корректировка снарядов «Краснополь»[2]
- Оперативная замена полезной нагрузки и состава бортового оборудования
- Высокая устойчивость и хорошая управляемость
- Использование в сложных метеоусловиях и с ограниченных площадок
- Размещение широкого спектра контрольно-измерительной аппаратуры внутри консолей крыла
- Обеспечение видео- и фотосъемки в сочетании с регистрацией текущих параметров (координаты, высота, номер кадра и т. д.)
- Наличие генератора на борту позволяет использовать активные нагрузки в течениё всего полёта
- Одновременное управление до 4 БЛА
- Любой БЛА может работать в качестве ретранслятора для остальных

## Полезная нагрузка
Полезная нагрузка БПЛА:

### Фотокамеры плановые
1. • Casio Exilim EX-Z8
2. • Casio Exilim Zoom EX-Z 1080
3. • Casio Exilim Zoom EX-Z 1200
4. • Сanon Ixus 990
5. • Canon EOS 500D
6. • Сanon EOS 50D
7. • Сanon EOS 5D

### Видеокамеры
- • Плановые (Flir Photon 320, Flir Photon 640, BHV-558 EX)
- • Курсовые (Flir Photon 320, Flir Photon 640, BHV-558 EX)
- • Поворотные (Flir Photon 320, Flir Photon 640)
- • Гиростабилизированные (Controp D-STAMP, U-STAMP)

### Тепловизоры
1. • Flir Photon 320
2. • Flir Photon 640

## Лётно-технические характеристики
| Модификация                 | Орлан-30 |
| Размах крыла, м             |          |
| Длина, м                    |          |
| Высота, м                   |          |
| Масса, кг                   |          |
| пустого                     |          |
| максимальная взлетная       | 27       |
| Тип двигателя               | 1 ДВС    |
| Мощность, л. с.             | 1 х      |
| Максимальная скорость, км/ч | 170      |
| Крейсерская скорость, км/ч  | 150      |
| Практическая дальность, км  | 300      |
| Продолжительность полета, ч | 5        |
| Практический потолок, м     | 4500     |

## Применение

### Боевое применение в Сирии
Сообщалось о применении БПЛА в Сирии, БПЛА выполнял корректировку артиллерии

### Боевое применение во время войны на Украине
Сообщалось о применении «Орлан-30» на донецком направлении, БПЛА производили корректировку/наведение артиллерийских снарядов (в том числе и «Краснополи»)
ВСУ сообщали о сбитии «Орлана-30» во время Вторжении России на Украину с помощью комплекса РЭБ «Нота» При этом доказательств сбития, как и каких-либо подтверждающих данных предоставлено не было.